# Хосе Мануель Бейран
Хосе Мануель Бейран (ісп. José Manuel Beirán, 7 лютого 1959) — іспанський баскетболіст.
Учасник Олімпійських Ігор 1984 року.
Срібний призер Олімпійських ігор 1984 року.